# Négysarok régió
Koordináták: é. sz. 36° 59′ 56″, ny. h. 109° 02′ 43″36.998976°N 109.045172°W

A Four Corners térképe

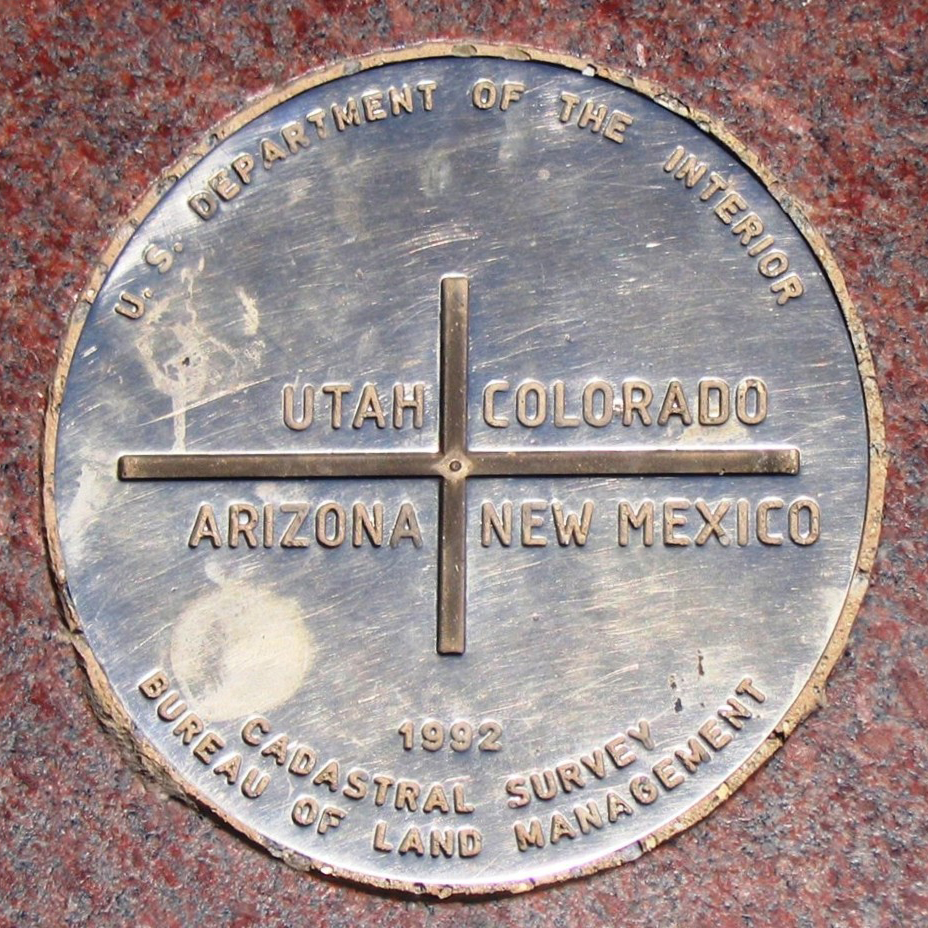

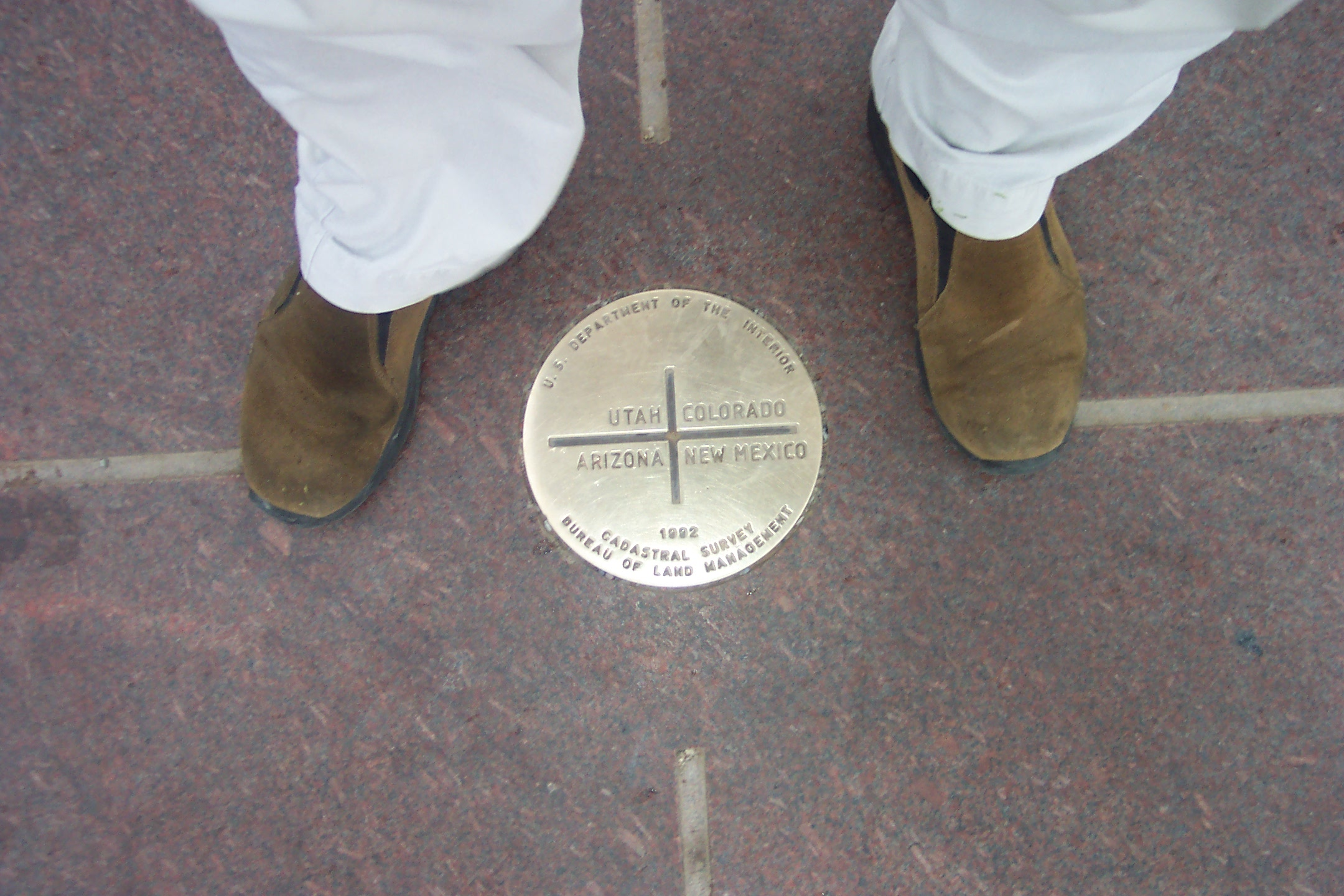

Négyes sarok (Four Corners) annak a földrajzi pontnak az elnevezése, ahol az Amerikai Egyesült Államok Arizona, Colorado, Új-Mexikó és Utah államainak észak–déli és kelet–nyugati irányban futó határai találkoznak. A határponton a Négyeshatár Emlékmű áll. Az emlékmű nem pontosan az eredetileg tervezett helyen van, az Egyesült Államok Legfelsőbb Bírósága azonban úgy döntött, hogy a határok kerülnek át az emlékmű középpontjába. Nevezetességét nemcsak az adja, hogy az Amerikai Egyesült Államok egyetlen négyes határcsatlakozása, hanem egyben fontos régészeti kultúrák lelőhelye, és indián rezervátumok, valamint nemzeti parkok területe. Itt van a navahó nemzeti park és a utah indiánok rezervátuma is. A régió legnépesebb városa az új-mexikói Farmington.
A Four Corners egyben jelenti a négyes határcsatlakozás földrajzi környezetét is, amely régió magában foglalja a Colorado-fennsík egy részét, a Chelly kanyon Nemzeti Parkot, a Hovenweep Nemzeti Parkot, a Mesa Verde Nemzeti Parkot, a Chaco-kanyont és a Monument Valleyt is.

## Lásd még
- Hármashatár
- Aztec Pueblo
- Pueblo Bonito

## Fordítás
- Ez a szócikk részben vagy egészben  a   Four Corners című angol Wikipédia-szócikk fordításán alapul.  Az eredeti cikk szerkesztőit annak laptörténete sorolja fel. Ez a jelzés csupán a megfogalmazás eredetét és a szerzői jogokat jelzi, nem szolgál a cikkben szereplő információk forrásmegjelöléseként.